# Howlin' Wolf
Howlin' Wolf (* jako Chester Arthur Burnett; 10. června 1910, White Station, Mississippi, USA – 10. ledna 1976, Hines, Illinois, USA) byl americký bluesový kytarista, zpěvák, hráč na foukací harmoniku a hudební skladatel. V roce 1980 byl jako jeden z prvních uveden do Blues Hall of Fame. Byl také uveden do Rock and Roll Hall of Fame v roce 1991.

## Diskografie
- 1959: Moanin' in the Moonlight
- 1962: Howlin' Wolf Sings the Blues
- 1962: Howlin' Wolf
- 1964: 'Rockin' the Blues - Live in Germany
- 1966: The Real Folk Blues
- 1966: Live in Cambridge
- 1966: The Super Super Blues Band
- 1967: More Real Folk Blues
- 1969: The Howlin' Wolf Album
- 1971: Message to the Young
- 1971: Going Back Home
- 1971: The London Howlin' Wolf Sessions
- 1972: Live and Cookin' (At Alice's Revisited)
- 1973: Evil: Live at Joe's Place
- 1973: The Back Door Wolf
- 1974: London Revisited
- 1975: Change My Way
- 1990: Cadillac Daddy: Memphis Recordings 1952
- 1997: His Best